# Зрињ Лукачки
Зрињ Лукачки (Зрин Лукачки до 1981) је насељено мјесто у општини Лукач, Република Хрватска.

## Становништво
Насеље је према попису становништва из 2011. године имало 129 становника.
| Националност       | 1991. | 1981. | 1971. | 1961. |
| Срби               | 63    | 75    | 77    | 133   |
| Хрвати             | 65    | 49    | 63    | 82    |
| Југословени        | 17    | 46    | 48    |       |
| остали и непознато | 5     | 4     |       |       |
| Укупно             | 150   | 174   | 188   | 215   |

| Демографија (Зрин Лукачки) (Зрин Лукачки) (Зрин Лукачки) | Демографија (Зрин Лукачки) (Зрин Лукачки) (Зрин Лукачки) | Демографија (Зрин Лукачки) (Зрин Лукачки) (Зрин Лукачки) |
| Година                                                   | Становника                                               | Становника                                               |
| -------------------------------------------------------- | -------------------------------------------------------- | -------------------------------------------------------- |
| 1961.                                                    | 215                                                      |                                                          |
| 1971.                                                    | 188                                                      |                                                          |
| 1981.                                                    | 174                                                      |                                                          |
| 1991.                                                    | 150                                                      |                                                          |
| 2001.                                                    | 151                                                      |                                                          |
| 2011.                                                    |                                                          | 129                                                      |

## Други светски рат
Из села Нетече, Зриња, Терезиног Поља, Ратинке, Дијелке, Аде, Рита и Брезовог Поља, у вировитичком срезу истерани су сви добровољци и колонисти са породицама, око 3800 душа и протерани у Србију. Становницима села Дјелке наоружане усташе су наредиле да за 5 минута напусте куће и да узму само оно што могу понети у рукама. И из других срезова протерани су добровољци колонисти а имовина им је одузета.